# Mercedes-Benz Vito
Mercedes-Benz Clasa V este un monovolum (MPV) produs de Mercedes-Benz. Este disponibil ca o dubă standard pentru marfă (numită Vito) sau cu locuri pentru pasageri care înlocuiesc parțial sau total zona de încărcare (numite Clasa V sau Viano).